# Clemm
Clemm (eigenlijke naam: Willem Janssen) is een Nederlandse muzikant en dichter Zijn muziek staat bekend vanwege zijn dromerige sfeer en combinatie van electro en traditionele instrumenten. Clemm wordt meestal geschaard onder de noemers pop, indie en indietronica. Zijn albums zijn uitgebracht bij het Nederlandse Cabin Music label.

## Biografie
Willem Janssen groeide op in verschillende dorpen in Noord-Brabant (Lith en Drunen), waarna hij op 18-jarige leeftijd naar Amsterdam verhuisde om daar Engelse Taal- en Letterkunde te gaan studeren.
Van 1996-2004 was hij actief als bassist en liedjesschrijver in bands als Schwa/ttack, Flugroove, MRmoody en The_Inaxy.
In 2002 begon hij op zijn zolderkamer melancholische liedjes te schrijven. Het eerste wapenfeit is de EP Einzelforschung (Duits voor “individueel onderzoek”), die bij gebrek aan een artiestennaam onder de naam Janssen verschijnt. In 2004 volgt dan Clemms officiële debuut The Tristan EP, een moderne interpretatie van de aloude Tristan en Isolde legende, waarop hij o.a. werd bijgestaan door Arjen van Wijk van This Beautiful Mess/People Get Ready.
Op zijn eerste volledige album Consider the Lilies heeft hij vervolgens samengewerkt met een groot aantal (inter)nationale gastzangers en –zangeressen, waaronder Robert Fisher (Willard Grant Conspiracy), Lucky Fonz III, George van Wetering (Monokino) en Rosa Agostino (Red Ghost, Soulsavers).
Het daaropvolgende album Far From Arcadia viel vooral op doordat Janssen zelf dit keer de vocalen voor zijn rekening nam. Ook waren er voor het eerst live drums te horen.
Clemms laatste album Bird Hands (met de Ierse zanger John Carrie op zang) is verschenen op 1 april 2013.
In juni 2014 waren er 2 songs van Clemm te horen in een CNN-reisprogramma over de stad Amsterdam. Een daarvan was een nog niet officieel uitgebrachte instrumentale track getiteld "Isadora". Opvallend hierbij was dat alle melodieën in dit nummer zijn gecreëerd zonder gebruik te maken van een instrument. Janssen neuriede de melodielijnen, nam ze op met een laptopmicrofoontje en verving ze m.b.v. software door virtuele instrumenten.
In september 2015 bracht hij onder de naam Meneer Janssen in opdracht van VU-NT2 een eerste Nederlandstalige song uit, waarmee anderstaligen Nederlands kunnen leren. De bijbehorende videoclip is gefilmd door een van zijn studenten, Afshin Moemennejad. Tom van Nuenen zingt en speelt gitaar.
In 2017 verscheen zijn debuut als dichter, een boek met de titel Ademwolken. De 365 ademwolken verschenen eerst op het internet met als illustratie een video-opname.
Naast zijn creatieve beroepen is Janssen docent NT2.

## Discografie
Janssen
- Einzelforschung (2002)

Clemm
- The Tristan EP (2004)
- Consider the Lilies (2007)
- Far From Arcadia (2009)
- Bird Hands (2013)